# Затишне (Керченський район)
Зати́шне (крим. Zatışne) — село в Україні, в Керченському районі Автономної Республіки Крим. Орган місцевого самоврядування — Чистопільська сільська рада.
Відстань від райцентру до населеного пункта становить 24 кілометрів по прямій.